# Felisbertia
Felisbertia is een monotypisch geslacht van schimmels uit de familie Drepanopezizaceae. De bevat alleen Felisbertia melastomacearum.